# Grand Prix Formule 1 van Monaco 2018
De Grand Prix Formule 1 van Monaco 2018 werd gehouden op 27 mei op het Circuit de Monaco. Het was de zesde race van het seizoen 2018.

## Achtergrond
Ferrari gebruikte in de voorgaande Grand Prix achteruitkijkspiegels die gemonteerd waren op de halo. Na controverse over het gebruik hiervan verbood de FIA het gebruik vanaf de Grand Prix van Monaco.

## Vrije trainingen

### Uitslagen
- Er wordt enkel de top-5 weergegeven.

| Vrije training 1 | Pos | No | Coureur          | Constructeur       | Tijd     |
| ---------------- | --- | -- | ---------------- | ------------------ | -------- |
| Vrije training 1 | 1   | 3  | Daniel Ricciardo | Red Bull-TAG Heuer | 1:12.126 |
| Vrije training 1 | 2   | 33 | Max Verstappen   | Red Bull-TAG Heuer | 1:12.280 |
| Vrije training 1 | 3   | 44 | Lewis Hamilton   | Mercedes           | 1:12.480 |
| Vrije training 1 | 4   | 5  | Sebastian Vettel | Ferrari            | 1:13.041 |
| Vrije training 1 | 5   | 7  | Kimi Räikkönen   | Ferrari            | 1:13.066 |
| Vrije training 2 | Pos | No | Coureur          | Constructeur       | Tijd     |
| Vrije training 2 | 1   | 3  | Daniel Ricciardo | Red Bull-TAG Heuer | 1:11.841 |
| Vrije training 2 | 2   | 33 | Max Verstappen   | Red Bull-TAG Heuer | 1:12.035 |
| Vrije training 2 | 3   | 5  | Sebastian Vettel | Ferrari            | 1:12.413 |
| Vrije training 2 | 4   | 44 | Lewis Hamilton   | Mercedes           | 1:12.536 |
| Vrije training 2 | 5   | 7  | Kimi Räikkönen   | Ferrari            | 1:12.543 |
| Vrije training 3 | Pos | No | Coureur          | Constructeur       | Tijd     |
| Vrije training 3 | 1   | 3  | Daniel Ricciardo | Red Bull-TAG Heuer | 1:11.786 |
| Vrije training 3 | 2   | 33 | Max Verstappen   | Red Bull-TAG Heuer | 1:11.787 |
| Vrije training 3 | 3   | 5  | Sebastian Vettel | Ferrari            | 1:12.023 |
| Vrije training 3 | 4   | 7  | Kimi Räikkönen   | Ferrari            | 1:12.142 |
| Vrije training 3 | 5   | 44 | Lewis Hamilton   | Mercedes           | 1:12.273 |

## Kwalificatie
Daniel Ricciardo behaalde voor Red Bull zijn tweede pole position uit zijn Formule 1-carrière, nadat hij in 2016 ook al in Monaco de snelste was in de kwalificatie. Sebastian Vettel werd voor Ferrari tweede, voor de Mercedes van Lewis Hamilton. Hun respectievelijke teamgenoten Kimi Räikkönen en Valtteri Bottas zetten de vierde en vijfde tijd neer. Esteban Ocon werd voor Force India zesde, voor de McLaren van Fernando Alonso en de Renault van Carlos Sainz jr. De top 10 werd afgesloten door de Force India van Sergio Pérez en de Toro Rosso van Pierre Gasly.
Na afloop van de kwalificatie kreeg Haas-coureur Romain Grosjean een straf van drie startplaatsen naar aanleiding van een ongeluk in de vorige race in Spanje. In de derde bocht na de start raakte hij in een spin, waarna Renault-coureur Nico Hülkenberg en Toro Rosso-rijder Pierre Gasly hem niet meer konden ontwijken en tegen hem aan reden. Aangezien Grosjean op de verkeerde manier terug probeerde te keren op het circuit, werd hij als schuldige aangewezen voor het ongeluk, waarbij alle betrokken coureurs uitvielen. Red Bull-coureur Max Verstappen kreeg een straf van vijf startplaatsen nadat hij zijn versnellingsbak moest wisselen na een crash in de derde vrije training. Aangezien hij door de opgelopen schade niet kon deelnemen aan de kwalificatie, had de uitgedeelde straf geen gevolgen voor Verstappen.

### Kwalificatie-uitslag
| Pos                 | No | Coureur           | Constructeur         | Q1        | Q2       | Q3       | Grid |
| ------------------- | -- | ----------------- | -------------------- | --------- | -------- | -------- | ---- |
| 1                   | 3  | Daniel Ricciardo  | Red Bull-TAG Heuer   | 1:12.013  | 1:11.278 | 1:10.810 | 1    |
| 2                   | 5  | Sebastian Vettel  | Ferrari              | 1:12.415  | 1:11.518 | 1:11.039 | 2    |
| 3                   | 44 | Lewis Hamilton    | Mercedes             | 1:12.460  | 1:11.584 | 1:11.232 | 3    |
| 4                   | 7  | Kimi Räikkönen    | Ferrari              | 1:12.639  | 1:11.391 | 1:11.266 | 4    |
| 5                   | 77 | Valtteri Bottas   | Mercedes             | 1:12.434  | 1:12.002 | 1:11.441 | 5    |
| 6                   | 31 | Esteban Ocon      | Force India-Mercedes | 1:13.028  | 1:12.188 | 1:12.061 | 6    |
| 7                   | 14 | Fernando Alonso   | McLaren-Renault      | 1:12.657  | 1:12.269 | 1:12.110 | 7    |
| 8                   | 55 | Carlos Sainz jr.  | Renault              | 1:12.950  | 1:12.286 | 1:12.130 | 8    |
| 9                   | 11 | Sergio Pérez      | Force India-Mercedes | 1:12.848  | 1:12.194 | 1:12.154 | 9    |
| 10                  | 10 | Pierre Gasly      | Toro Rosso-Honda     | 1:12.941  | 1:12.313 | 1:12.221 | 10   |
| 11                  | 27 | Nico Hülkenberg   | Renault              | 1:13.065  | 1:12.411 |          | 11   |
| 12                  | 2  | Stoffel Vandoorne | McLaren-Renault      | 1:12.463  | 1:12.440 |          | 12   |
| 13                  | 35 | Sergej Sirotkin   | Williams-Mercedes    | 1:12.706  | 1:12.521 |          | 13   |
| 14                  | 16 | Charles Leclerc   | Sauber-Ferrari       | 1:12.829  | 1:12.714 |          | 14   |
| 15                  | 8  | Romain Grosjean   | Haas-Ferrari         | 1:12.930  | 1:12.728 |          | 18   |
| 16                  | 28 | Brendon Hartley   | Toro Rosso-Honda     | 1:13.179  |          |          | 15   |
| 17                  | 9  | Marcus Ericsson   | Sauber-Ferrari       | 1:13.265  |          |          | 16   |
| 18                  | 18 | Lance Stroll      | Williams-Mercedes    | 1:13.323  |          |          | 17   |
| 19                  | 20 | Kevin Magnussen   | Haas-Ferrari         | 1:13.393  |          |          | 19   |
| 107% tijd: 1:17.053 |    |                   |                      |           |          |          |      |
| 20                  | 33 | Max Verstappen    | Red Bull-TAG Heuer   | geen tijd |          |          | 20   |

## Wedstrijd
Daniel Ricciardo won de race en behaalde hiermee zijn tweede zege van het seizoen, ondanks dat hij de tweede helft van de race moest rijden met problemen met zijn auto. Sebastian Vettel werd tweede, terwijl Lewis Hamilton het podium compleet maakte. Kimi Räikkönen en Valtteri Bottas werden vierde en vijfde. De zesde tot en met de negende plaats werden bezet door een aantal auto's die kort achter elkaar over de finish kwamen, te weten Esteban Ocon, Pierre Gasly, Nico Hülkenberg en Max Verstappen. De top 10 werd afgesloten door Carlos Sainz jr.

### Race-uitslag
| Pos. | No. | Coureur           | Constructeur         | Rondes | Tijd/Oorzaak uitval | Grid | Punten |
| ---- | --- | ----------------- | -------------------- | ------ | ------------------- | ---- | ------ |
| 1    | 3   | Daniel Ricciardo  | Red Bull-TAG Heuer   | 78     | 1:42:54.807         | 1    | 25     |
| 2    | 5   | Sebastian Vettel  | Ferrari              | 78     | +7.336              | 2    | 18     |
| 3    | 44  | Lewis Hamilton    | Mercedes             | 78     | +17.013             | 3    | 15     |
| 4    | 7   | Kimi Räikkönen    | Ferrari              | 78     | +18.127             | 4    | 12     |
| 5    | 77  | Valtteri Bottas   | Mercedes             | 78     | +18.822             | 5    | 10     |
| 6    | 31  | Esteban Ocon      | Force India-Mercedes | 78     | +23.667             | 6    | 8      |
| 7    | 10  | Pierre Gasly      | Toro Rosso-Honda     | 78     | +24.331             | 10   | 6      |
| 8    | 27  | Nico Hülkenberg   | Renault              | 78     | +24.839             | 11   | 4      |
| 9    | 33  | Max Verstappen    | Red Bull-TAG Heuer   | 78     | +25.317             | 20   | 2      |
| 10   | 55  | Carlos Sainz jr.  | Renault              | 78     | +1:09.013           | 8    | 1      |
| 11   | 9   | Marcus Ericsson   | Sauber-Ferrari       | 78     | +1:09.864           | 16   |        |
| 12   | 11  | Sergio Pérez      | Force India-Mercedes | 78     | +1:10.461           | 9    |        |
| 13   | 20  | Kevin Magnussen   | Haas-Ferrari         | 78     | +1:14.823           | 19   |        |
| 14   | 2   | Stoffel Vandoorne | McLaren-Renault      | 77     | +1 ronde            | 12   |        |
| 15   | 8   | Romain Grosjean   | Haas-Ferrari         | 77     | +1 ronde            | 18   |        |
| 16   | 35  | Sergej Sirotkin   | Williams-Mercedes    | 77     | +1 ronde            | 13   |        |
| 17   | 18  | Lance Stroll      | Williams-Mercedes    | 76     | +2 ronden           | 17   |        |
| 18   | 16  | Charles Leclerc   | Sauber-Ferrari       | 70     | Ongeluk             | 14   |        |
| 19   | 28  | Brendon Hartley   | Toro Rosso-Honda     | 70     | Ongeluk             | 15   |        |
| DNF  | 14  | Fernando Alonso   | McLaren-Renault      | 52     | Motor               | 7    |        |

## Tussenstanden wereldkampioenschap
Betreft tussenstanden voor het wereldkampioenschap na afloop van de race.

### Coureurs
| Positie | No. | Rijder           | Team               | Punten |
| ------- | --- | ---------------- | ------------------ | ------ |
| 01      | 44  | Lewis Hamilton   | Mercedes           | 110    |
| 02      | 5   | Sebastian Vettel | Ferrari            | 96     |
| 03      | 3   | Daniel Ricciardo | Red Bull-TAG Heuer | 72     |
| 04      | 77  | Valtteri Bottas  | Mercedes           | 68     |
| 05      | 7   | Kimi Räikkönen   | Ferrari            | 60     |
| 06      | 33  | Max Verstappen   | Red Bull-TAG Heuer | 35     |
| 07      | 14  | Fernando Alonso  | McLaren-Renault    | 32     |
| 08      | 27  | Nico Hülkenberg  | Renault            | 26     |
| 09      | 55  | Carlos Sainz jr. | Renault            | 20     |
| 10      | 20  | Kevin Magnussen  | Haas-Ferrari       | 19     |

### Constructeurs
| Positie | Team                 | Punten |
| ------- | -------------------- | ------ |
| 01      | Mercedes             | 178    |
| 02      | Ferrari              | 156    |
| 03      | Red Bull-TAG Heuer   | 107    |
| 04      | Renault              | 46     |
| 05      | McLaren-Renault      | 40     |
| 06      | Force India-Mercedes | 26     |
| 07      | Toro Rosso-Honda     | 19     |
| 08      | Haas-Ferrari         | 19     |
| 09      | Sauber-Ferrari       | 11     |
| 10      | Williams-Mercedes    | 4      |